# Memorial Day (2012)
Memorial Day ist ein US-amerikanischer Kriegsfilm von 2012.

## Handlung
Minnesota 1993: Beim Versteckspiel findet der 13-jährige Kyle die Kriegstruhe seines Opas. Er kann seinen Opa bringen, ihm einige Geschichten aus dem Zweiten Weltkrieg zu erzählen. So erzählt er aus den Jahren 1944 und 1945: Sein Trupp lässt einen angreifenden Nazi überleben, weil er das Foto seines Jungen vorzeigt, im Dezember wird ein Trupp der deutschen Soldaten im Schnee abgewehrt. Kurz vor Kriegsende wird nach einem erfolgreichen Angriff ein rückkehrender Soldat von einem 13-jährigen Hitlerjungen getötet.
2005 ist Kyle mittlerweile Sergeant eines Platoons im Irak-Krieg. Bei einem Selbstmordanschlag vor der Basis kommen zahlreiche Soldaten und Zivilisten ums Leben. Eine verdächtige Zielperson der Al-Qaida kann nicht ausfindig gemacht werden, da dessen vermuteter Unterschlupf leer ist. Kurz nach dem enttäuschenden Abbruch der Mission erreicht Kyle die Todesnachricht seines Opas. Wieder zurückgekehrt verabschiedet er sich am Grab mit seiner Frau und seinem Sohn.

## Kritik
Kino.de meint: „Ein ambitioniert gefertigtes und patriotisch gestimmtes amerikanisches Kriegsdrama der zweiten Budgetliga schlägt einen Bogen vom Zweiten Weltkrieg in den Irak der Gegenwart mit einer beide Schauplätze verbindenden Rahmengeschichte, in welcher „Babe“-Farmer James Cromwell dem Nachwuchs Geschichten von damals erzählt. Überzeugend gespielt, nicht so hektisch montiert in den Schlachtenszenen wie anderswo, man erkennt sogar, wer auf wen schießt, und mit welchem Resultat.“

## Belege
1. ↑  Kritik bei kino.de